# Arènes du Tempéras
Les arènes du Tempéras, inaugurées en 1966, sont les arènes de la commune de Alès située dans le département du Gard et la région Languedoc-Roussillon. Elles peuvent contenir 3 300 personnes. Elles sont principalement dédiées à la course espagnole et à la course camarguaise.

## Historique
C'est un des rares lieux de tradition taurine en Cévennes. Construites en 1891 pour accueillir des courses espagnoles, elles se sont heurtées aux interdictions de la loi. Achetées aux enchères par un conseiller général du Gard qui était aussi avocat et maire d'Alès, elles ont ensuite été revendues et ont servi d'entrepôt. Abandonnées ou utilisées clandestinement, elles ne retrouvent leur fonction initiale qu'en 1966, 18 et 19 Juin, dates de leur inauguration, de nombreuses novilladas seront organisées  notamment sous la houlette,  jusqu'à son décés accidentel,  du razeteur Francis SAN JUAN  ( l'homme du fameux Carré d'As) par ailleurs représentant de la maison RICARD, sponsor de la Péna Sommiéroise et la Péna d'Alés alors en gestation.
A nouveau abandonnées en 1978, faute de moyen elles ne se relèvent qu'en 1989 avec la feria de l'Ascension. Mais la question de la tradition ininterrompue, c'est-à-dire  celle contenue dans la première phrase du septième alinéa de l'article 521-1 du code pénal (déclaré conforme à la constitution en 2012), a donné lieu à une démarche procédurale de la part d'anti-taurins. Les tribunaux ont jugé que la tradition locale n'avait pas été interrompue pendant les années d'inactivité des arènes puisque les clubs taurins ont continué à se réunir, et les arènes ont pu accueillir de nouveau des corridasd'autant que la justice a par la suite étendu la zone géographique à la région et non aux villes..
La mairie tout en retirant ses subventions en 2013, a décidé que les corridas continueraient à avoir lieu. Elle a confié la gestion des arènes à une empresa privée : Toro Alès Cévennes (Tac) créée par Philippe et Pierre Cuillé, ganaderos propriétaires de l'élevage du Grand Badon et de Didier Cabanis. Philippe Cuillé  a dirigé aussi les arènes de Vauvert. 

## Tauromachie
En dépit des attaques régulières que subit la tauromachie à Alès, la corrida n'en continue pas moins à exister, en modifiant ses objectifs initiaux si besoin est. On ne connaît pas les cartels, mais le choix du bétail  est connu : ce seront des « taureaux de respect » c'est-à-dire du bétail « dur »
La feria principale a lieu du Jeudi de l'Ascension au dimanche suivant. Elle propose des courses espagnoles, des  corridas, des novilladas et des courses camarguaises. C'est une arène dite « torista ». Les nouveaux dirigeants affichent leur ambition de garder aux corridas de Alès leur caractère torista par le choix du bétail en sélectionnant des taureaux dits « de respect ». Le « toro de respect » est une expression qui désigne un animal devant lequel le public se doit d'adopter une attitude respectueuse, « qui mérite un accompagnement silencieux et attentif, comme les taureaux de Cebada Gago »Albasserada, Curé de Valverde, Yonnet.